# Der Super-Guru
Der Super-Guru (Alternativtitel: Der Sex-Guru; Originaltitel: The Guru) ist eine britisch-französisch-US-amerikanische Filmkomödie aus dem Jahr 2002. Die Hauptrolle des Gurus Ramu Gupta spielte Jimi Mistry.

## Handlung
Der Tanzlehrer Ramu Gupta, den John Travolta und Olivia Newton-John faszinieren, kommt aus Mumbai in die Vereinigten Staaten. Er will dort Schauspieler werden, doch die einzige Rolle, die ihm angeboten wird, ist in einem Pornostreifen. Wegen der beobachtenden Kameraleute etc. versagt er dabei. Gupta arbeitet als Kellner. Zufällig schlüpft er in die Rolle eines Sex-Gurus, wobei er von den Aussagen der Pornodarstellerin Sharonna inspiriert wird, und macht als solcher Karriere. Die begeisterte Lexi geht eine Beziehung mit ihm ein.
Später verliebt er sich in Sharonna, die er beim misslungenen Pornodreh kennengelernt hat und die ihm verbale Nachhilfe in sexuellen Angelegenheiten gibt. Er küsst sie nach einer Show im Broadway Playhouse. Als sie, ihr Verlobter und dessen Eltern zusammen speisen, wird sie als einstige Pornodarstellerin erkannt. Sie flieht aus dem Restaurant. In der Nacht träumt Ramu von der Hochzeit mit der Frau. Er gibt seinen Turban, das Zeichen seiner Macht als Guru, Lexi.
Sharonna und ihr Verlobter sind in der Kirche, um zu heiraten. Doch Ramu kommt hinzu, im Eingang trifft er einen Feuerwehrmann, der ebenfalls die Hochzeit verhindern will. Ramu und Sharonna erklären sich ihre gegenseitige Liebe; der Feuerwehrmann erklärt, dass er den Bräutigam lieben würde. Sharonnas Verlobter findet mit seinem Angebeteten sein Glück. Die Hochzeitsgäste tanzen vor der Kirche, Ramu und seine Geliebte fliegen in einem roten Mercedes davon.

## Kritiken
Peter Travers schrieb in Rolling Stone vom 24. Januar 2003, der Film sei besser als die Beschreibung der Handlung es vermuten lassen würde. Er kritisierte das Drehbuch und lobte die Darstellung von Jimi Mistry.

„Wenn Heather Graham ernst verkündet, die Pussy sei das Tor zur weiblichen Seele, gerät "Der Super-Guru" zum Super-GAU für strapazierte Lachmuskeln. Und wenn Hollywood auch noch Bollywood imitiert, eine spießige Soiree plötzlich indische Lieder trällernd umherhüpft, erweist sich Regisseurin Daisy von Scherler Mayer als der wahre "Giggling Guru".“

„Perfekt besetzt mit Hollywood-Vamp Heather Graham ("Austin Powers") und Großbritanniens neuem Comedy-Talent Jimi Mistry als komischem Leinwandpaar erwartet den Zuschauer eine gnadenlos schräge Persiflage auf die neurotische High Society-New Age-Generation - mit scharfen Gags, weisen Sprüchen, multikulturellem Touch und hemmungslosen Tanzeinlagen nach Ramus Motto: "Tanzen ist wie Liebe machen. Bewegt eure Füße nach den Schlägen eurer Herzen!"“

„Ebenso simple wie rührende Liebesgeschichte, die von charmanten Darstellern und der herzlichen Figurenzeichnung getragen wird.“

„Zur bissigen Satire über Esoterikwahn und den amerikanischen Traum reicht es nicht ganz. Kurzweilig ist es aber allemal. Milder Erleuchtungsspaß mit viel Herz.“

## Auszeichnungen
Der Film wurde 2003 für den Empire Award nominiert.

## Hintergründe
Die Produktion des Films kostete ungefähr 11 Millionen US-Dollar.

## Musik
Der Soundtrack enthält mehrere Gesangs- und Tanznummern im Bollywood-Stil. Daneben gibt es unter anderem Lieder von Sophie Ellis-Bextor (One Way Or Another), den Sugababes (Round Round), John Travolta & Olivia Newton-John (You’re the One That I Want), Los Del Rio (Macarena), Diana Krall (Just the Way You Are), Jo O’Meara (Every Kinda People) und Linda Lyndell (What a Man).